# Wereldkampioenschap voetbal 2010 groep G
De wedstrijden in Groep G van het Wereldkampioenschap voetbal 2010 zullen worden gespeeld van 15 juni 2010 tot en met 25 juni 2010. De groep bestaat uit Brazilië, Noord-Korea, Ivoorkust en Portugal.
In de FIFA-wereldranglijst van voor het WK 2010 stond Brazilië op de 1e plaats, Portugal op de 3e plaats, Ivoorkust op de 27e plaats en Noord-Korea op de 105e plaats.
De winnaar van groep G speelt tegen de nummer 2 van Groep H. De nummer 2 van groep G speelt tegen de winnaar van groep H.

## Eindstand
| Land        | Win | Gel | Ver | DV | DT | +/- | Pnt |
| ----------- | --- | --- | --- | -- | -- | --- | --- |
| Brazilië    | 2   | 1   | 0   | 5  | 2  | 3   | 7   |
| Portugal    | 1   | 2   | 0   | 7  | 0  | 7   | 5   |
| Ivoorkust   | 1   | 1   | 1   | 4  | 3  | 1   | 4   |
| Noord-Korea | 0   | 0   | 3   | 1  | 12 | -11 | 0   |

|                    |                  |       |          |                                                                                                 |
| 15 juni 2010 16:00 | Ivoorkust        | 0 – 0 | Portugal | Nelson Mandelabaai Stadion, Port Elizabeth Toeschouwers: 37.034 Scheidsrechter: Jorge Larrionda |
| 15 juni 2010 16:00 | Wedstrijdverslag |       |          | Nelson Mandelabaai Stadion, Port Elizabeth Toeschouwers: 37.034 Scheidsrechter: Jorge Larrionda |

|                    |                      |                  |                |                                                                            |
| 15 juni 2010 20:30 | Brazilië             | 2 – 1            | Noord-Korea    | Ellispark, Johannesburg Toeschouwers: 54.331 Scheidsrechter: Viktor Kassai |
| 15 juni 2010 20:30 | Maicon 55' Elano 72' | Wedstrijdverslag | 89' Ji Yun-Nam | Ellispark, Johannesburg Toeschouwers: 54.331 Scheidsrechter: Viktor Kassai |

|                    |                            |                  |            |                                                                                |
| 20 juni 2010 20:30 | Brazilië                   | 3 – 1            | Ivoorkust  | Soccer City, Johannesburg Toeschouwers: 84.455 Scheidsrechter: Stéphane Lannoy |
| 20 juni 2010 20:30 | Fabiano 25', 50' Elano 61' | Wedstrijdverslag | 73' Drogba | Soccer City, Johannesburg Toeschouwers: 84.455 Scheidsrechter: Stéphane Lannoy |

|                    |                                                                           |                  |             |                                                                            |
| 21 juni 2010 13:30 | Portugal                                                                  | 7 – 0            | Noord-Korea | Groenpuntstadion, Kaapstad Toeschouwers: 63.644 Scheidsrechter: Pablo Pozo |
| 21 juni 2010 13:30 | Meireles 28' Simão 53' Almeida 56' Tiago 60', 89' Liédson 81' Ronaldo 88' | Wedstrijdverslag |             | Groenpuntstadion, Kaapstad Toeschouwers: 63.644 Scheidsrechter: Pablo Pozo |

|                    |             |                  |                                    |                                                                                           |
| 25 juni 2010 16:00 | Noord-Korea | 0 – 3            | Ivoorkust                          | Mbombela Stadion, Nelspruit Toeschouwers: 34.763 Scheidsrechter: Alberto Undiano Mallenco |
| 25 juni 2010 16:00 |             | Wedstrijdverslag | 14' Y. Touré 20' Romaric 82' Kalou | Mbombela Stadion, Nelspruit Toeschouwers: 34.763 Scheidsrechter: Alberto Undiano Mallenco |

|                    |                  |       |          |                                                                                     |
| 25 juni 2010 16:00 | Portugal         | 0 – 0 | Brazilië | Moses Mabhida Stadium, Durban Toeschouwers: 62.712 Scheidsrechter: Benito Archundia |
| 25 juni 2010 16:00 | Wedstrijdverslag |       |          | Moses Mabhida Stadium, Durban Toeschouwers: 62.712 Scheidsrechter: Benito Archundia |